# Hydnophora pilosa
Espèce
Statut CITES
Hydnophora pilosa est une espèce de coraux appartenant à la famille des Merulinidae.